# Axel Gueguin
Axel Gueguin (* 24. März 2005 in Montpellier) ist ein französischer Fußballspieler, der aktuell beim HSC Montpellier in der Ligue 1 spielt.

## Karriere

### Verein
Gueguin begann seine fußballerische Ausbildung 2011 beim HSC Montpellier in seinem Geburtsort. Anfang 2022 kam er zu einem Einsatz für die U19-Mannschaft in der Coupe Gambardella, wobei er auch traf. Zudem spielte er in der Saison 2021/22 sechsmal für die zweite Mannschaft in der National 2, wobei er erneut einmal traf. Nach weiteren Zweitmannschaftseinsätzen debütierte er am 2. Oktober 2022 (9. Spieltag) nach Einwechslung bei einer 2:4-Niederlage gegen den FC Toulouse für die Profimannschaft in der Ligue 1. In derselben Saison folgten vier weitere Kurzeinsätze in der ersten Mannschaft.
In der darauffolgenden Spielzeit 2023/24 stand er zunächst nicht im Kader der ersten Mannschaft, ehe er am 18. Spieltag sein Startelfdebüt gab. Kurz darauf erlitt er jedoch eine Kreuzbandverletzung, die ihn für den Rest der Saison außer Gefecht setzte. In der Saison 2024/25 kam er verletzungsbedingt nur einmal für die erste Mannschaft zum Einsatz, da ihn weitere Blessuren immer wieder zurückwarfen.

### Nationalmannschaft
Gueguin spielte im Jahr 2022 achtmal für die U17-Junioren der Franzosen. Bei der U17-EM 2022 spielte er fünf von sechs Spielen, wobei er ein Tor und eine Vorlage schaffte und am Ende den Titel mit seiner Mannschaft gewann.

## Erfolge
Frankreich U17
- U17-Europameister: 2022